# Varempépolder

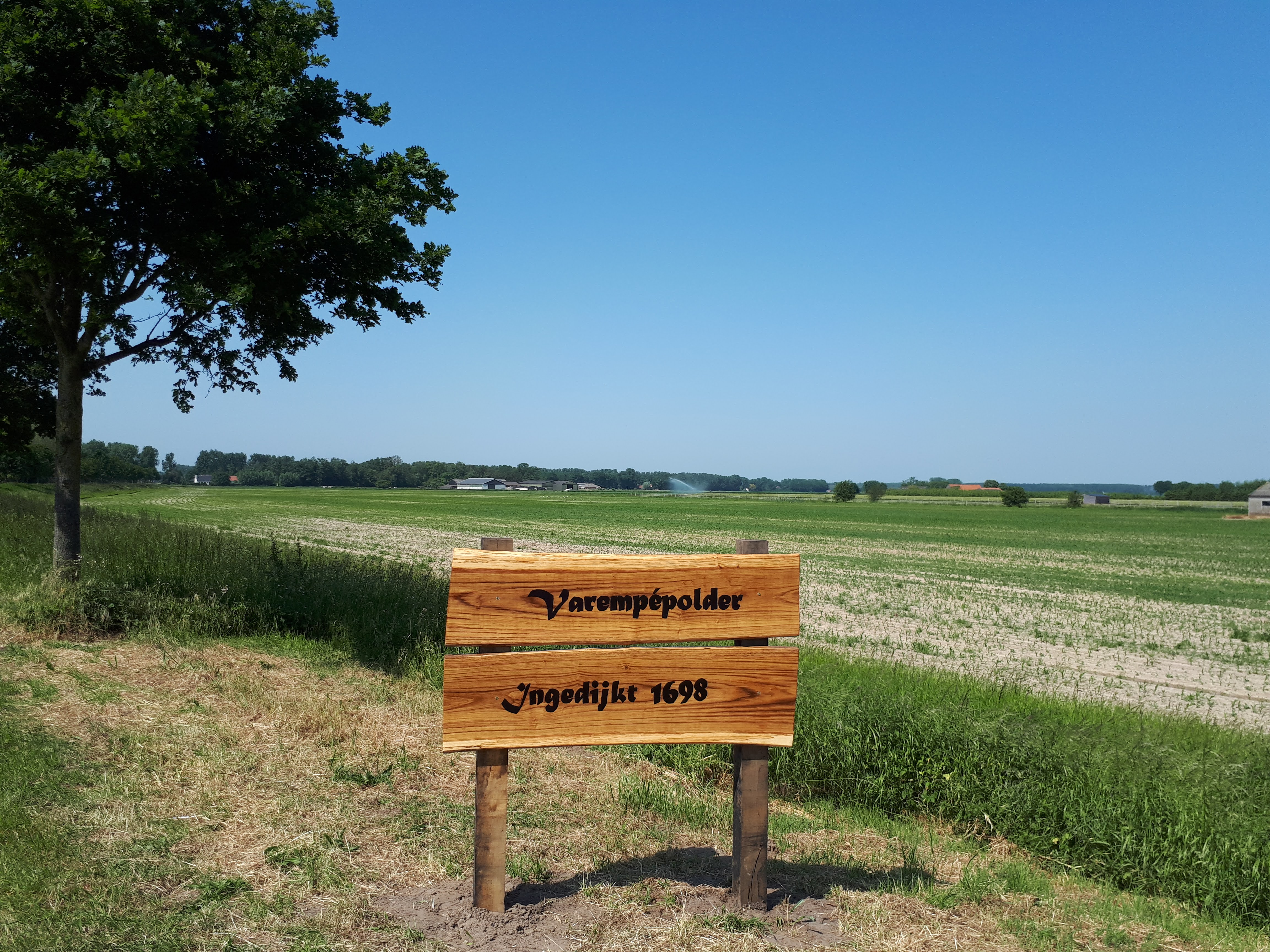

De Varempépolder is een polder ten zuiden van Zuiddorpe in de Nederlandse provincie Zeeland. De polder behoort tot de Canisvliet- en Moerspuipolders.
De polder werd, na de overstromingen van 1586, definitief ingedijkt in 1698 en is 268 ha groot.
In de Varempépolder liggen de buurtschappen Roodesluis en Varempé.